# Мерзлікін Денис Володимирович
Денис Володимирович Мерзлікін (позивний «Ескадрон») — український військовик, полковник Збройних сил України. Командир 157-Ї окремої механізованої бригади (з 2025).
Колишній командир 32-ї окремої механізованої бригади (2023).

## Життєпис
Народився в 1982 році. Закінчив Харківський інститут танкових військ. Кадровий військовий, служив на Одещині.
В 2008 році звільнився з лав Збройних сил України в запас.
Закінчив Придніпровську академію будівництва та архітектури, працював торговим представником, продавав інструменти.

### Російсько-українська війна
4 квітня 2014-го року мобілізувався в 93-тю бригаду на посаду заступника командира танкового батальйону.
З 24 травня 2014-го року брав участь в АТО в районі Добропілля і Покровська. Перше поранення отримав в вересні 2014-го в Пісках: їздив в Донецький аеропорт на БТРі забирати поранених та доставляти боєприпаси. Був поранений під час однієї з таких вилазок, БТР був підбитий, отримав контузію та поранення голови.
Після реабілітації узимку 2015-го був призначений командиром 2-го батальйону. 28 червня 2015-го року в районі Красногорівки підірвався на протитанквовій міні. Були пошкоджені обидві ноги (Потрощені кістки, порвані судини та сухожилля і вирвані м'язи). На подальше лікування його вертольотом доправили до Дніпропетровської обласної клінічної лікарні імені І. Мечникова.
Пройшов 17 операцій, заново вчився ходити.
Брав участь в іграх нескорених. Двічі змагався в Дніпрі і один раз в Києві.
В 2017 році вступив до командно-штабного інституту Національного університету оборони України.
Після початку повномасштабного вторгнення знову долучився до оборони України.
В 2023-му році був командиром 32-ї окремої механізованої бригади.
Станом на 2025 рік — командир 157-Ї окремої механізованої бригади.